# الزمامرة 1 (أولاد سبيطة)
الزمامرة 1 هي إحدى مشيخات المملكة المغربية، تتبع جغرافيا لإقليم سيدي بنور وإداريًا لأولاد سبيطة. يقدر عدد سكانها بـ 286 نسمة حسب الإحصاء الرسمي للسكان والسكنى لسنة 2004.